# داني هولاندز
داني هولاندز (بالإنجليزية: Danny Hollands)‏ هو لاعب كرة قدم بريطاني في مركز الوسط، ولد في 6 نوفمبر 1985 في أشفورد ‏ في المملكة المتحدة. لعب مع تشارلتون أثلتيك وسويندون تاون ونادي بورتسموث ونادي بورنموث ونادي تشيلسي ونادي توركي يونايتد ونادي غيلينغهام.

## وصلات خارجية
- داني هولاندز على موقع قاعدة بيانات كرة القدم.إي يو (الإنجليزية)
- داني هولاندز على موقع Soccerbase.com (لاعب) (الإنجليزية)
- داني هولاندز على موقع Soccerway.com (الإنجليزية)